# Cztery Niezmierzoności
Cztery Niezmierzoności, Cztery Szlachetne Postawy, Cztery Boskie Dziedziny, Boskie Siedziby, Cztery Boskie Stany (w języku pali i sanskrycie Brahmaviharā) – sekwencja buddyjskich medytacji zalecanych przez pisma znane w języku pali jako Brahmavihara Sutta, a w sanskrycie jako Brahmavihara Sutra. Te stany to:
1. Maitri: kochająca dobroć; życzenie radości i przyczyn radości dla wszystkich istot
2. Karuna: współczucie; życzenie wolności od cierpienia i przyczyn cierpienia dla wszystkich istot
3. Mudita: współradość; altruistyczna radość wobec radości innych istot
4. Upeksa: bezstronność; wolność od pożądania i niechęci, a także utrzymywanie w równowadze siebie i innych istot

Zarówno Maitri jak i Karuna są nadziejami na przyszłość (wiodącymi – tam gdzie to możliwe – do działania przez zrealizowanie tych nadziei), podczas gdy Mudita i Upeksa są postawami wobec wydarzeń już zrealizowanych, ale mających swoje konsekwencje w przyszłości i w przyszłych działaniach.
Brahmaviharā (dosłownie: “siedziby Brahmy”) jest starożytną, czteroczęściową, buddyjską praktyką medytacyjną. Jej uprawianie (zgodnie ze słowami Buddy) ma moc, która sprawia, że praktykujący odradza się w królestwie boga Brahmy. Medytujący jest instruowany by wypromieniowywał do wszystkich stworzeń we wszystkich kierunkach następujące stany mentalne: 1. kochającą dobroć; 2. współczucie; 3. empatyczną radość; i 4. bezstronność. Ponieważ wypromieniowywanie tych czterech pozytywnych postaw odbywa się w absolutnie wszystkich kierunkach, nie pozostawiając żadnej części świata bez wpływu, znane są one pod nazwą Cztery Niezmierzoności (apramana). Mówi się, że nie jest nawet możliwym zbadać czy zmierzyć skalę ich uniwersalnego zasięgu.
Praktyki Brahmaviharā są wyjaśnione w dziele Ścieżka Oczyszczenia (Visuddhimagga), napisanym w X w. n.e przez uczonego i komentatora znanego jako Buddhaghosza. Są one często praktykowane w taki sposób, że dla każdej niezmierzoności w kolejności (poza muditą dla której opuszczamy krok pierwszy) medytujący skupia się kolejno na:
1. sobie samym (nie dotyczy mudity),
2. dobrym przyjacielu,
3. osobie neutralnej,
4. "trudnej" osobie,
5. wszystkich czterech powyższych,
6. istotach z całego świata,
7. istotach ze wszystkich wszechświatów.

Sam Budda nigdy wprost w swych naukach nie zalecał kierowania przez medytującego tych umysłowych jakości w stronę samego siebie. Jeśli zaś chodzi o "istoty ze wszystkich wszechświatów", to buddyzm akceptuje, chociaż nie kładzie nacisku na hinduską kosmologię wielorakich wszechświatów rozciągniętych w czasie i przestrzeni.
Chociaż wyraz tych idei pochodzi z buddyzmu, to idee te same w sobie nie przynależą ściśle do określonego nurtu religijnego. Na przykład ruch znany pod nazwą Sarvodaya Shramadana Movement używa opisywanych metod podczas publicznych medytacji odbywających się na Sri Lance, w których udział biorą wspólnie buddyści, hinduiści, zwolennicy islamu i chrześcijanie. Również wiersz Rudyarda Kiplinga zatytułowany If odnosi się do koncepcji Upekkha w nazywaniu Triumfu i Katastrofy oszustami i szarlatanami. Niektórzy uczeni zauważają, że wyrażenie “Brahmaviharā” może również oznaczać “mieszkanie w Brahmanie” (esencji wszystkich rzeczy), lecz ta interpretacja nie jest powszechnie akceptowana w buddyjskim kontekście.
Zgodnie z buddyjskim poglądem doświadczanie świata bogów nie jest ostatecznym celem, ponieważ jest to wciąż samsara. Z powodu wspaniałości doznań (błogości) ten stan przeżywania może okazać się przyjemną pułapką. Choć z punktu widzenia człowieka można w nim pozostawać długo, to nie trwa on wiecznie i po wyczerpaniu zmagazynowanych, pozytywnych wrażeń kończy się upadkiem w niższe stany. Dlatego właśnie buddyzm przypomina o cennym ludzkim życiu, ponieważ zawiera ono takie same możliwości osiągnięcia ostatecznego celu jak doświadczanie "boskie". Z drugiej strony jest w nim więcej motywującego do praktyki dyskomfortu i mniej odciągającej od praktyki przyjemności. Jeśli jednak mimo "boskiego doświadczania" nie dajemy zwieść się wspaniałościom przeżywanych stanów i pamiętamy o niemożliwości osiągnięcia wyczerpującej satysfakcji (dukkha), nietrwałości (anitya), iluzoryczności jaźni (anatman), lub ogólnie o naturze wszelkich zjawisk (siunjata), życie takie jest okazją osiągnięcia ostatecznego celu w wyśmienitych warunkach.

## Brahmaviharā we wczesnym buddyzmie
W dziele zatytułowanym Subha Sutta ze zbioru skryptów znanych jako Majjhima Nikaya, Budda został zapytany o sposób pojednania/uwspólnienia/zjednoczenia się z Brahmą. Odpowiedział, że osobiście zna światy Brahmy i drogę do nich, oraz wyjaśnił technikę medytacyjną do ich osiągnięcia słowami:
”Mnich oblewa świat w czterech kierunkach swym umysłem życzliwości, potem ku górze, a potem ku dołowi, i dookoła – cały świat ze wszystkich stron, kompletnie, ze szczodrością, wszechprzenikająco, wspaniale, bez przywiązania, pokojowy i przyjacielski umysł [...] Tak jak wielkiej mocy róg wykonany z muszli daje się posłyszeć bez zbytniego wysiłku we wszystkich [głównych] kierunkach, tak samo nie ma granicy dla [tej] rozprzestrzeniającej się, wyzwalającej serce życzliwości. To jest droga do zjednoczenia z Brahmą.” (“Majjhimanikaya”, przekł. Kurt Schmidt, Kristkeitz, Berlin, 1978, str. 261, przekł. Tony Page).
Budda wyjaśnił następnie, że mnich musi w taki sam sposób postępować jeśli chodzi o cały świat, używając mentalnych projekcji współczucia, empatycznej radości, oraz równości (patrząc na wszystkie istoty przez pryzmat przekonania o równości wszystkiego co żyje).

## Brahmaviharā w sutrze Mahaparinirvana
W sutrze mahajany o nazwie Mahaparinirvana Sutra, Budda naucza, że Brahmaviharā są charakterystycznymi jakościami Buddha-dhatu (Natury Buddy) lub Zasady Buddy (wszechprzenikająej esencji Buddy). Głosi on:
“Wielka życzliwość [lub “miłująca dobroć”] (Metta) i Wielkie Współczucie (Mahakaruna) są Buddha-dhatu (Naturą Buddy). Najwyższa Radość i Wielkie Zrównoważenie [Bezstronność] są Buddha-dhatu. Buddha-dhatu jest tym samym co Tathagata [ = Budda]” (Nirvana Sutra, Roz. 9, str. 59).
Budda w swojej postaci (jako ucieleśnienie Buddha-dhatu i nirwanicznego wyzwolenia) jest przepełniony brahmaviharycznymi jakościami. Powiada:
“Tathagata jest Miłowaniem, Współczuciem, Współradością, oraz Równością. Miłowanie, Współczucie, Współradość i Bezstronność są Wyzwoleniem [moksha]. Wyzwolenie jest Nirwaną, a Nirwana jest Miłowaniem, Współczuciem, Współradością oraz Równością.“ (Yamamoto/Page, Roz. 10, str. 50).
W sutrze Mahaparinirvana Sutra (podobnie jak w innych sutrach mahajany) szczególnie wysokie miejsce jest przypisywane Brahmaviharom miłowania (kochajcej życzliwości) i współczucia. Maitri jest w specjalny sposób ukazana w sutrze Mahaparinirvana Sutra, jako korzeń wszystkich dobrych właściwości, samo serce i wnętrze duszy (atman), tego czym ostatecznie są Budda i mahajana. Budda deklaruje:
“Wszystkie korzenie dobroci wszystkich [...] bodhisattwów i wszystkich Tathagatów mają za podstawę Maitri. [...] Jeśli jakaś osoba zapyta o korzeń jakiegokolwiek aspektu dobra, odpowiedzcie, że jest to kochająca życzliwość. [...] Kochająca życzliwość jest Wielkim Pojazdem (mahajaną). Wielki Pojazd jest kochającą życzliwością. Kochająca życzliwość jest Tathagatą. Tathagata jest kochającą życzliwością [...] Kochająca życzliwość jest Buddha-dhatu (Naturą Buddy) wszystkich istot. [...] Kochająca życzliwość jest duszą (atman). Dusza jest dharmą. Dharma jest sanghą. Sangha jest kochającą życzliwością. Kochająca życzliwość jest Tathagatą [...] Kochająca życzliwość jest Nieśmiertelnią (amrta). Nieśmiertelnia jest kochającą życzliwością. [...] Kochająca życzliwość jest Wielką Drogą Bodhisattwów. Droga jest kochającą życzliwością. Kochająca życzliwość jest Tathagatą. [...] Kochająca życzliwość jest bezgranicznym światem Błogosławionego Buddy. Bezgraniczny świat jest kochającą życzliwością. Wiedz, że kochająca życzliwość jest Tathagatą.” (Yamamoto/Page, Roz. 5, str. 16-18).

## Brahmaviharā w mahajanie
Zgodnie z buddyjską koncepcją bezjaźniowości (anatman) nie istnieje nic takiego jak dusza, która może wcielać się, czy powracać do swojego źródła (stwórcy). Obecny pogląd mahajany daje się jednak pogodzić z przekazem Brahmavihary, jeśli uważnie przestudiujemy znaczenie słów obecnych na przykład w sutrze Mahaparinirvana. Zauważymy, że Budda nie przeczy niesubstancjonalności duszy, a nawet używając serii porównań w konsekwencji ukazuje ową duszę bardziej jako proces niż jako posiadający substancję byt.

Droga mahajany nie polega na umykaniu przed światem, tylko na tym, żeby zwyciężyć świat przez rosnącą mądrość (pradżnia), czynną miłość do bliźnich (maitri), przez wewnętrzny udział w radości i cierpieniu innych (karuna, mudita) i reagowanie z jednakim spokojem ducha na dole i niedole żywota (upeksa).

W wielu praktykach mahajany czy wadżrajany Cztery Niezmierzoności są często używane jako inwokacja, która wzbudza w medytującym odpowiednie nastawienie tuż przed właściwym tematem kontemplacji czy pracą z formą. Oto przykładowa formuła recytowana w umyśle lub na głos:
Oby wszystkie istoty osiągnęły szczęście i przyczynę szczęścia.
Oby były wolne od cierpienia i przyczyny cierpienia.
Oby nie były oddzielone od prawdziwego szczęścia – wolności od cierpienia.
Oby spoczywały w wielkiej równości, wolnej od przywiązania i niechęci!